# Denis Fahey
Pour les articles homonymes, voir Fahey.
Denis Fahey né le 3 juillet 1883 et décédé le 21 janvier 1954 était un prêtre, religieux spiritain, et un essayiste irlandais.

## Œuvres
- Mental Prayer According to the Teaching of Saint Thomas Aquinas. Dublin: M.H. Gill, 1927.
- The Kingship of Christ, According to the Principles of St. Thomas Aquinas. Dublin, London: Browne and Nolan, Ltd, 1931.
- The Mystical Body of Christ in the Modern World. Dublin: Browne and Nolan, 1935.
- The Mystical Body of Christ and the Reorganization of Society. Waterford, Ireland: Browne and Nolan, 1939.
- The Rulers of Russia. 3rd American edition, revised and enlarged. Detroit: Condon Print. Co., 1940.
- The Kingdom of Christ and Organized Naturalism. Wexford, Ireland: Forum Press, 1943.
- Money Manipulation and Social Order. Cork: Browne and Nolan Ltd, 1944.
- The Tragedy of James Connolly. Cork: Forum Press, 1947.
- The Rulers of Russia and the Russian Farmers. Maria Regina series, no. 7. Thurles: Co. Tipperary, 1948.
- Humanum Genus: Encyclical Letter of His Holiness Pope Leo XIII on Freemasonry. London: Britons Publishing Society, 1953.
- The Church and Farming. Cork: The Forum Press, 1953.
- The Kingship of Christ and the Conversion of the Jewish Nation. Dublin: Holy Ghost Missionary College, 1953.
- The Rulers of Russia. 3d. Ed., Rev. and Enl. Hawthorne, Calif: Christian Book Club of America, 1969.
- Money Manipulation and the Social Order. Dublin: Regina Publications, 1974.
- Secret Societies and the Kingship of Christ. Palmdale, Calif: Christian Book Club of America, 1994.

### Coauteur
- Fry, L., and Denis Fahey. Waters Flowing Eastward; The War against the Kingship of Christ.. London: Britons Pub. Co, 1965.
- Phillippe, A., and Denis Fahey. The Social Rights of Our Divine Lord Jesus Christ, the King. Dublin: Browne and Nolan, 1932.
- Philippe, Auguste, and Denis Fahey. The Social Rights of Our Divine Lord, Jesus Christ, the King; Adapted from the French of the Rev. A. Philippe, C. SS. R. Dublin [etc.]: Browne and Nolan, 1932.
- Le Rohellec, Joseph, Denis Fahey, and Stephen Rigby. Mary, Mother of Divine Grace. Palmdale, Calif: Christian Book Club of America, 1937.
- Joannès, G., and Denis Fahey. O Women! What You Could Be. [Dublin]: Browne and Nolan, 1937.

### Publications en tant qu'éditeur
- War of Anti-Christ with the Church and Christian Civilization, Grand Orient Freemasonry Unmasked as the Secret Power Behind Communism, 1950, republication de l'essai de George F. Dillon, Grand Orient Freemasonry Unmasked; Texte en ligne.